# 中国电影评论学会
中国电影评论学会（英語：China Film Critics Association）是中华人民共和国电影评论、理论工作者组成的全国性、学术性、非营利性社会团体，由国家广播电视总局主管，1981年1月24日在北京市成立。首任会长钟惦棐。

## 历任领导
- 钟惦棐
- 罗艺军
- 章柏青
- 饶曙光[4]